# Kai Barth
Kai Barth (* 28. Februar 1989 in Frankfurt am Main) ist ein ehemaliger deutscher Basketballspieler. Er stammt aus einer Basketballfamilie: Ebenso wie sein älterer Bruder Sebastian Barth und sein jüngerer Bruder Nico Barth begann er beim TV 1862 Langen mit dem Basketballspiel. Alle drei wurden in Jugendnationalmannschaften berufen und spielten in der Zweitligamannschaft des TV Langen. Kai Barth war von 2008 bis 2010 als Doppellizenzspieler beim Kooperationspartner Deutsche Bank Skyliners gemeldet und trainierte teilweise mit der dortigen Bundesligamannschaft, zu einem Erstligaeinsatz kam es indes nie. Nach dem Abstieg des TV Langen in die ProB wechselte Kai Barth zum USC Heidelberg und avancierte dort zum Leistungsträger.
Im Juni 2014 wurde bekannt, dass er zukünftig seinem Studium und seinem privaten Umfeld mehr Zeit widmen will und deswegen seine Karriere als professioneller Basketballspieler beendet hat. Damit endet auch nach vier Jahren sein Vertrag mit dem USC Heidelberg.